# Eriastrum
Eriastrum là một chi thực vật có hoa trong họ Polemoniaceae.

## Loài
Chi Eriastrum gồm các loài: